# 耿纯 (明朝)
耿纯，山西曲沃人。明朝政治人物、舉人出身。
宣德七年，壬子应天乡试中举，授国子监学录，升大名府通判，擅长诗歌。有子耿文聪登举人，授官同知。耿文睿，登进士，授主事累升参议。